# یارومیر بوهاچیک
یارومیر بوهاچیک (چکی: Jaromír Bohačík؛ زادهٔ ۲۶ مهٔ ۱۹۹۲) بازیکن بسکتبال اهل جمهوری چک است. وی در بازی‌های المپیک تابستانی ۲۰۲۰ شرکت کرده‌است.